# Louis Vernet
Louis Vernet (Doranges, 5 maggio 1870 – Choisy-au-Bac, 19 marzo 1946) è stato un arciere francese.

## Palmarès

### Olimpiadi
- 1 medaglia:
  - 1 argento (Londra 1908 nel Continental Style)